# Babino II
Babino II (ros. Бабино II) – przystanek kolejowy w miejscowości Babino-2, w rejonie tośnieńskim, w obwodzie leningradzkim, w Rosji. Położony jest na linii Petersburg - Moskwa.